# Movimiento de los Pueblos para el Aprendizaje en Derechos Humanos
El Movimiento de los Pueblos para el Aprendizaje en Derechos Humanos es una Organización no Gubernamental Internacional creada en 1989 en Nueva York, Estados Unidos. Su acrónimo es, en inglés, PDHRE. Cuenta entre sus patrocinadores con el Premio Nobel de la Paz Adolfo Pérez Esquivel, de Argentina, el Premio Nobel de la Paz Óscar Arias Sánchez, de Costa Rica, el Premio Nobel de la Paz Jimmy Carter, de Estados Unidos, entre otros.

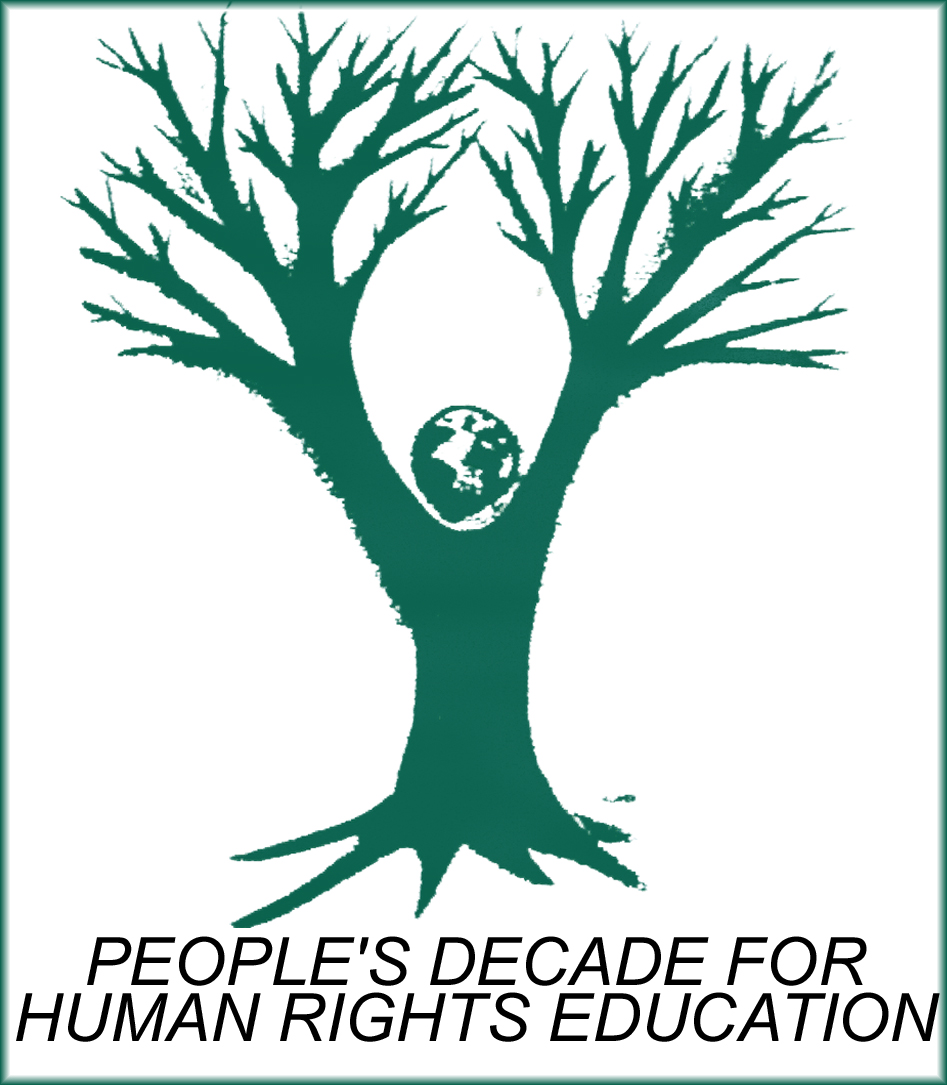
Logo de PDHRE.

Desde su creación en 1989, realiza actividades de educación en derechos humanos a nivel mundial, y fue una de las instituciones que trabajó intensivamente para la promoción y creación de la Década de Naciones Unidas para la Educación en Derechos Humanos.
PDHRE realiza constantemente actividades para promover los derechos humanos, difundiéndolos mediante un enfoque flexible, abarcando de esta manera a distintos niveles gubernamentales y no gubernamentales a nivel local e internacional.
Organiza y/o participa en numerosos foros y conferencias internacionales, seminarios, concursos, talleres y utiliza en sus actividades diversos métodos de educación en derechos humanos. También promueve la formación de comunidades y ciudades de derechos humanos alrededor del mundo. Existen más de 11 ciudades y comunidades de Derechos Humanos. Entre ellas se encuentran Rosario en Argentina, Porto Alegre en Brasil, Thiès en Senegal, Graz en Austria, y otras más. El propósito de las ciudades de derechos humanos es establecer comités entre organizaciones de la sociedad civil y de distintos niveles gubernamentales que generen un compromiso en distintas actividades educativas y en procesos de gestión pública siguiendo pautas y estándares basados en los derechos humanos.
Una parte fundamental de su trabajo consiste en la elaboración de materiales de educación en derechos humanos: manuales, libros y videos. Todos los materiales didácticos están orientados para sensibilizar y capacitar. Contienen ejemplos que describen situaciones de discriminación, ejercicios para motivar a las personas reunidas en talleres, a buscar realización de sus derechos.
Un modo de entender la Educación en Derechos Humanos
Desde PDHRE/MOPADH, se pretende elaborar una pedagogía social, que entienda a la educación en Derechos Humanos como un proceso interactivo y dinámico, de análisis del desarrollo de la vida cotidiana en nuestras comunidades y su relación con nuestros derechos y los de todas las personas. Los derechos humanos son el fruto del funcionamiento de la sociedad, de acuerdo a distintas lógicas e intereses, que se reescriben constantemente, re-pensándose y re-proyectándose, desde y hacia las personas, los grupos sociales, las empresas, las organizaciones sociales y los Estados. Pensada desde un punto de vista holístico, la educación/aprendizaje es un proceso crítico y creativo, enfocado hacia el cambio social.